# Jeannot le Verseau
Pour plus de détails, voir Fiche technique et Distribution.
Jeannot le Verseau (en polonais : Jańcio Wodnik) est un film polonais réalisé par Jan Jakub Kolski, produit en 1993 et sorti en 1994. Le film prend la forme d'une ballade, où le réalisme se mêle à la magie et au surréalisme.

## Synopsis
Sur un chemin de terre, un grand-père errant trouve une jument qui, meurtrie et souffrante, met fin à sa vie. Il enterre l'animal et jette une malédiction sur le village voisin où vit Jeannot, un philosophe fouineur, un homme qui aime la vie et sa jeune épouse Weronka.
Le personnage est mis à l'épreuve par Dieu, il voit en lui le pouvoir d'accomplir des miracles. Il quitte sa femme enceinte et part dans le monde, en promettant de revenir avant sa solution. Il se promène dans les villages et guérit les gens y vivant. Il rencontre Stigma, un jongleur errant qui se fait passer pour un stigmate.
La femme de Jeannot donne naissance à leur fils, qui a une queue. La femme, comptant sur les pouvoirs de guérison de Jeannot, va le voir avec le garçon. Cependant, le héros est incapable de guérir son propre fils, le don de Dieu lui est enlevé.
Jeannot se réveille abandonné par les gens, il est veillé par la fidèle Weronka.

## Fiche technique
- Titre : Jeannot le Verseau
- Titre original : Jańcio Wodnik
- Titre anglais : Johnnie Waterman
- Réalisation : Jan Jakub Kolski
- Scénario : Jan Jakub Kolski
- Musique : Zygmunt Konieczny
- Photographie : Piotr Lenar[2]
- Montage : Ewa Pakulska
- Production : Andrzej Stachecki
- Société de production : Telewizja Polska (TVP), Vacek Film
- Pays :  Pologne
- Genre : Comédie, Drame
- Durée : 100 minutes
- Date de sortie :
  - Pologne : 17 février 1994

## Distribution
- Franciszek Pieczka : Jeannot
- Grażyna Błęcka-Kolska : Weronka
- Bogusław Linda : Stygma
- Katarzyna Aleksandrowicz : purifiée
- Olgierd Łukaszewicz : grand-père
- Wieslaw Cichy : homme mourant
- Renata Palys : femme de l'homme mourant
- Henryk Niebudek : paysan
- Malgorzata Kaluzinska : femme aux cheveux noirs
- Kazimierz Krzaczkowski : père de la purifiée
- Katarzyna Kurylonska : petite amie de Stygma
- Mariusz Kilian : Berger
- Lech Gwit : Socha
- Izabela Kwinta-Kolakowska : paysanne

## Distinctions

### Nomination au Festival de Cannes de 1994
En 1994, le film a été nommé à la 47e édition du Festival de Cannes dans la section Un certain regard.

### Prowincjonalia
Le personnage de Jeannot est le patron spirituel du festival national du film Prowincjonalia (pl) qui a lieu à Września. Les prix décernés lors de ce festival portent le nom de Jeannot le Verseau.